# Gordon Jolley
Gordon Harold Jolley (Provo, 22 maggio 1949) è un ex giocatore di football americano statunitense che ha giocato nel ruolo di offensive guard per sette stagioni nella National Football League (NFL). Fu scelto nel corso del diciassettesimo giro (436º assoluto) del Draft NFL 1971 dai Detroit Lions. Al college ha giocato a football all'Università dello Utah dove fu premiato come All-America.

## Carriera professionistica
Jolley fu scelto nel diciassettesimo giro del Draft 1971 dai Detroit Lions. Rilasciato nel 1971 tornò a far parte della squadra nella stagione 1973 dividendosi tra la squadra di allenamento e il roster attivo. Nelle stagioni 1973 e 1974 giocò occasionalmente anche come tackle per i Lions. Jolley iniziò l'annata 1975 come titolare ma si infortunò nel corso della seconda partita, costringendolo a un'operazione chirurgica al ginocchio che lo tenne fuori per il resto della stagione, l'ultima disputata nel Michigan. Nel 1976, Gordon fu scelto nell'expansion draft dalla neonata franchigia dei Seattle Seahawks con cui rimase per le ultime due annate della carriera, disputando 27 partite sulle 28 disponibili.

## Vittorie e premi
Nessuno

## Statistiche
| Partite totali | 59 |